# Interviews Before Execution
 (octobre 2012).
Interviews Before Execution (littéralement : Entrevues avant l'exécution ) est un talk show télévisé chinois qui a été diffusé de 2006 à 2012 sur le Henan Legal Channel de la province de Henan. Animé par la journaliste Ding Yu, celle-ci interviewe des condamnés à mort qui partagent leurs expériences. Les interviews sont souvent faits quelques heures avant l'exécution, ce qui incite régulièrement les interviewés à exprimer leurs émotions. Le but de l'émission est de dissuader les auditeurs de perpétrer une action qui les mènerait à être exécutés,.
La plupart ont été exécutés après la fin de l'interview mais certains ont vu leurs condamnations à mort annulées parmi lesquelles la femme reconnue coupable du meurtre de son mari, qui a fait valoir avec succès qu'elle avait été victime de violence conjugale.